# Kościół Świętych Apostołów Piotra i Pawła w Lidowianach
Kościół Świętych Apostołów Piotra i Pawła w Lidowianach – kościół w Lidowianach (Litwa, okręg kowieński).
Budowę murowanego kościoła w Lidowianach rozpoczęto w pierwszej połowie XVIII wieku, ale została przerwana z powodu śmierci właściciela majątku. Wznowiona w 1755, za pieniądze Ignacego Staniewicza i jego synów, zakończona została w 1864 (niektóre źródła podają 1861). 
Barokowy kościół na planie prostokąta, z półkoliście zamkniętym prezbiterium, z zewnątrz mało ozdobiony. 
W 1902 architekt Mikołaj Andriejew zaprojektował czworoboczną wieżę przylegająca do prezbiterium. Wieżę, odbiegającą nieco od planów, ukończono w 1907. W czasie II wojny światowej kościół został znacznie uszkodzony, po wojnie odbudowany, lecz nowa wieża jest niższa od pierwotnej. 